# ساتوشی تایرا
ساتوشی تایرا (انگلیسی: Satoshi Taira؛ زادهٔ ۱۶ ژوئیهٔ ۱۹۷۰) بازیکن فوتبال اهل ژاپن است.